# Maria Luisa Berti
Maria Luisa Berti, född 6 oktober 1971, är en sanmarinsk politiker som har varit landets statschef.
För första gången blev Berti invald till San Marinos Stora och allmänna råd år 2001. Fem år senare var hon med om att grunda partiet Noi sammarinesi. Maria Luisas bror, Gian Nicola Berti, är också med i partiet och varit statschef år 2016.
Berti valdes till regerande kapten tillsammans med Filippo Tamagnini i mars 2011. De tillträdde den 1 april, och deras mandatperiod var sex månader.
Hon är ogift och har inga barn.